# Aline Fobe
Aline Fobe (Antwerpen, 21 januari 1993) is een Belgische hockeyspeelster.

## Persoonlijk leven
Aline heeft een broer Martin en een zus Louise, die ook in de nationale hockeyploeg U16 speelt.

## Carrière
Fobe begon op 4-jarige leeftijd te hockeyen bij hockeyclub Herakles. Ze speelt als verdediger bij Braxgata in Boom. Ze is tevens lid (184 caps) van het Belgische vrouwenhockeyteam, waar ze eveneens als verdediger speelt.
In 2012 werd ze voor het eerst geselecteerd voor de Red Panthers en nam ze met het Belgisch vrouwenteam deel aan de Olympische Spelen in Londen, waar de ploeg op een elfde plaats eindigde. Ze nam ook met het Belgische vrouwenteam deel aan het WK 2014, dat plaatsvond in Den Haag en waar ze op een 12de plaats eindigden. Ook was ze als teamlid aanwezig op het EK 2013 in Boom (vierde plaats), het EK 2015 in Londen (vijfde plaats) en het EK 2019 in Antwerpen. In 2017 bereikte ze de finale van het EK en werden ze tweede (achter Nederland). Zij heeft met de Red Panthers ook deelgenomen aan de Hockey World League (halve finales) van 2015 te Brasschaat( 7de plaats) en 2017 te Brussel(8ste plaats). Eind juli 2016 won ze met de Red Panthers het vierlandentoernooi in Dublin, door in de finale gastland Ierland te verslaan met 2-1. De Red Panthers ( Met Aline als speelster in de kern) namen in 2019 ook deel aan de FIH Pro League, een nieuwe landencompetitie, met een 5de plaats als resultaat. Na de mislukte kwalificatie (eind oktober 2019) van de Red Panthers voor de Olympische Spelen 2020 (door de coronapandemie in 2020 uitgesteld tot in de zomer van 2021) in Tokio, nam ze het besluit om (tijdelijk) te stoppen als speelster van het Belgische nationale team om zich verder te kunnen concentreren op haar professionele carrière.
In 2013 won ze de gouden stick in de categorie 'beloften meisjes'.
Op 8 mei 2016 werd ze met de damesploeg van hockeyclub Braxgata voor de eerste maal kampioen van de Belgische eredivisie hockey. Op 21 mei 2017 werd ze met deze ploeg voor de tweede keer Belgisch landskampioen, na een spannende heen- en terugmatch (uitslag telkens 1-1) en uiteindelijk shoot-outs tijdens de finale van de play-offs in het veldhockey.
Eind mei 2018 won ze samen met haar team van Braxgata de finale van de EuroHockey Club Challenge I in Edinburgh. Na 9 seizoenen gespeeld te hebben bij hockeyclub Braxgata kondigde ze na het seizoen 2019-2020 (dat vanwege de coronapandemie vroegtijdig stopgezet werd) aan dat ze vanaf het seizoen 2020-2021 haar hockeycarrière op clubniveau ging voortzetten bij HC Herakles in Lier, de club waar ze als jeugdspeelster al actief was.
Fobe studeerde af als handelsingenieur en combineert haar topsport met een baan in het bedrijfsleven.